# Acebedo (León)
Pour les articles homonymes, voir Acebedo.
Acebedo, Acebéu en léonais, est un municipio (municipalité ou canton) d’Espagne, dans la province de León, communauté autonome de Castille-et-León. C’est aussi le nom du chef-lieu de ce municipio. D’après le recensement de 2010 de l’INE, il a une population de 264 habitants.
Le municipio regroupe les localités de Acebedo, La Uña et Liegos.